# Anhui Shanying Paper

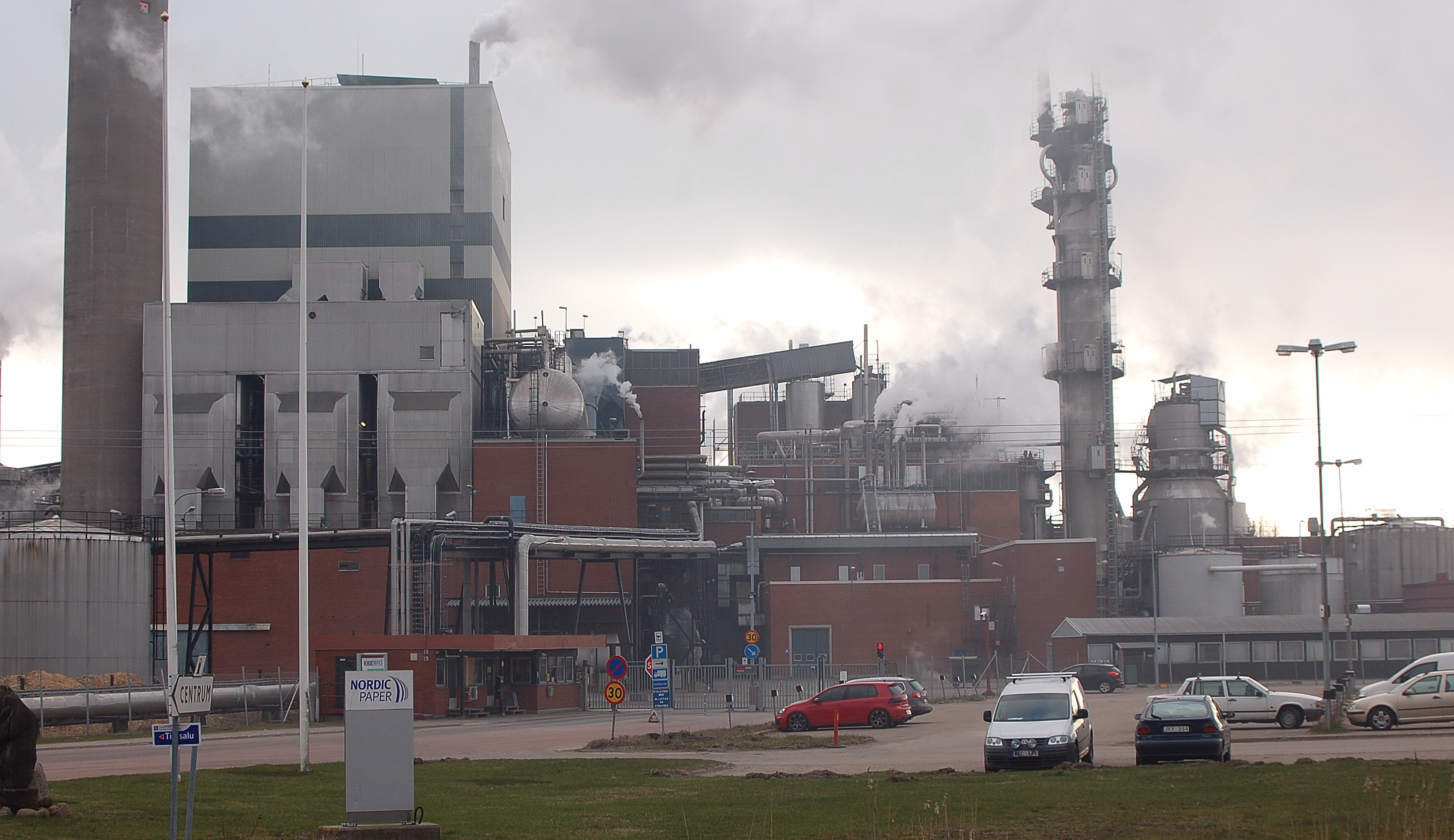
Bäckhammars bruk

Anhui Shanying Paper Industry Co., Ltd. är ett kinesiskt massa- och pappersföretag inom Taison Group. Det är börsnoterat på Shanghaibörsen sedan 2001 och tillverkar bland annat kraftpapper, fluting, tidningspapper samt förpackningar.
Taison Group blev 2013 huvudägare i börsnoterade Anhui Shanying Paper, vilket 2017 köpte Nordic Paper, med produktion i bland andra Bäckhammar och Säffle.